# Anda Air
Anda Air (укр. Oнда Eйр) — авиакомпания, базирующаяся в Киеве. Выполняет чартерные рейсы в Египет, Иорданию и Турцию.

## История
Авиакомпания была создана в 2015 году и начала свою деятельность в октябре 2016 года.

## Флот
По состоянию на апрель 2019 года парк Anda Air включает следующие самолёты:
| Самолет                 | Во флоте        | Заказы | Пассажиры |
| ----------------------- | --------------- | ------ | --------- |
| Airbus А319             | 1               | —      | 156       |
| Airbus А320             | 2               | —      | 180       |
| Airbus А321             | 1               | —      | 220       |
| Макдоннелл Дуглас MD-83 | 2 (на хранении) | —      | 167       |
| Всего                   | 6               | —      |           |

## Направления
Направления Anda Air (по состоянию на январь 2017 года):
 Албания
- Тирана — Международный аэропорт Тираны

 Египет
- Марса Алам — Международный аэропорт Марса Алам

 Грузия
- Батуми — Международный аэропорт Батуми
- Тбилиси — Международный аэропорт Тбилиси

 Иордания
- Акаба — Международный аэропорт имени короля Хусейна

 Турция
- Анталия — Аэропорт Анталии

 Украина
- Черновцы — Международный аэропорт Черновцы
- Киев — Международный аэропорт Киев (Жуляны) База
- Кривой Рог — Аэропорт Кривой Рог